# Diptilon dieides
Diptilon dieides är en fjärilsart som beskrevs av Prittwitz 1870. Diptilon dieides ingår i släktet Diptilon och familjen björnspinnare. Inga underarter finns listade i Catalogue of Life.